# 위그너 분류
위그너 분류(영어: Wigner’s classification)는 입자를 그 푸앵카레 표현에 따라 분류하는 방법이다. 유진 위그너가 1939년에 도입하였다.

## 4차원 위그너 분류
푸앵카레 군은 두 개의 카시미르 불변량을 갖는다. 이는 질량 {\displaystyle P^{2}}과 파울리-루반스키 벡터의 제곱 {\displaystyle W^{2}}다. 이를 이용하여 입자를 분류할 수 있다.

### 유질량
{\displaystyle P^{2}>0}인 경우다. 이 때는 {\displaystyle P_{0}=0}인 경우 (즉 정지틀에서는) 안정자군은 SO(3) (또는 페르미온의 경우 그 2겹 피복 Spin(3))이다. 따라서 유질량 입자는 양의 실수 {\displaystyle m}과 Spin(3)=SU(2)의 표현으로 나타낸다. SU(2)의 표현은 정수 또는 반홀수(half-integer) 0, ½, 1, 1½ 등으로 나타낸다.

### 무질량
{\displaystyle P^{2}=0}, {\displaystyle P_{0}>0}인 경우다. 이 때는 {\displaystyle P_{0}=k}, {\displaystyle P_{3}=-k}, {\displaystyle P_{1}=P_{2}=0}인 경우를 생각하자. 이 때는 그 안정자군은 유클리드 군 {\displaystyle \operatorname {ISO} (2)}다. {\displaystyle \operatorname {ISO} (2)}의 표현은 반정수의 나선도로 나타내어지는 것과 연속적인 실수로 나타내어지는 것이 있다. 후자는 연속 스핀 표현(continuous-spin representation)이라고 하며, 자연계에 존재하지 않는다.

### 타키온
{\displaystyle P^{2}<0}인 경우는 타키온이다. 자연계에 존재하지 않는다.

### 진공
{\displaystyle P^{2}=0}, {\displaystyle P_{0}=0}인 경우다. 이 경우에는 표현은 단 하나밖에 없으며, 진공을 나타낸다.

## 3차원 위그너 분류
3차원에서는 애니온이 존재하므로, 위그너 분류가 고차원과 다르다.
이 경우, 카시미르 연산자는 다음과 같다.
{\displaystyle P^{2}=m^{2}}
{\displaystyle P\cdot J=mh}
여기서 {\displaystyle m}은 불변 질량이며, {\displaystyle h}는 상대론적 나선도(relativistic helicity)이다. 나선도 {\displaystyle h}는 무질량 입자의 경우 정의되지 않는다. 이 경우, 음이 아닌 에너지를 가진 표현의 분류는 다음과 같다.
- 유질량 {\displaystyle m>0}. 정지틀 안정자군이 {\displaystyle O(2)}이므로, 이는 나선도 {\displaystyle h\in \mathbb {R} }에 따라 분류된다.
  - {\displaystyle h\in \mathbb {Z} }: 보손
  - {\displaystyle h+1/2\in \mathbb {Z} }: 페르미온
  - {\displaystyle 2h\not \in \mathbb {Z} }: 애니온
- 무질량 {\displaystyle m=0}. 이 경우 안정자군은 {\displaystyle (\mathbb {Z} /2)\times \mathbb {R} }이며, 표현은 {\displaystyle \mathbb {Z} /2} 기약표현 {\displaystyle \epsilon =\pm }과 {\displaystyle \mathbb {R} }의 기약표현으로 나타내어진다. 후자의 기약표현은 실수 {\displaystyle t\in \mathbb {R} }에 따라 분류된다.
  - 무질량 보손: {\displaystyle (\epsilon =+,t=0)}
  - 무질량 페르미온: {\displaystyle (\epsilon =-,t=0)}
  - 연속 스핀 표현: {\displaystyle t\neq 0} (자연계에 존재하지 않음)
- 진공. 이 경우 안정자군은 {\displaystyle \operatorname {SL} (2,\mathbb {R} )} 전체이다. {\displaystyle \operatorname {SL} (2,\mathbb {R} )}의 표현은 여러 가지가 있으나, 자연계에 존재하는 것은 그 자명한 표현(진공)밖에 없다.

## 기타 대칭군
민코프스키 공간에서의 초대칭을 나타내는 초 푸앵카레 군에 대해서도 위그너 표현이 존재한다. 이는 베르너 남이 1978년 발표하였고, 초다중항들에 해당한다.
4차원 등각 대칭군 {\displaystyle \operatorname {SU} (2,2)}의 경우에도 위그너 표현이 알려져 있다.

## 같이 보기
- 유도 표현
- 파울리-루반스키 벡터